# Seconde division des United Soccer Leagues

Logo

La Seconde division de la United Soccer Leagues est un championnat professionnel nord-américain de football (soccer) organisé par la United Soccer Leagues qui exista de 1995 à 2010. Elle correspondait au troisième niveau de la pyramide du football en Amérique du Nord. Elle est remplacée en 2011 par l'USL Pro.
Apparu en 1995, ce championnat a connu différentes appellations au cours de son histoire et a navigué entre le niveau D2 et D3 nord-américain :
- USISL Pro League, D3 (1995)
- USISL Pro League, D3 (1996)
- USISL D-3 Pro League, D3 (1997-1998)
- USL D3 Pro League, D3 (1999-2002)
- USL Pro Select League, D3 (début de la saison 2003)
- USL Pro Soccer League, D3 (fin 2003-2004)
- USL Second Division, D3 (2005-2010)

Il n'y a pas de système de promotion et relégation tandis que le nombre d'équipes a varié au cours des années. Six clubs participaient à la saison 2010.

## Liste non exhaustives des clubs ayant évolué en USL-2
- Geckos d'Albuquerque (1997)
- Bermuda Hogges (2007–2009)
- Battery de Charleston (1995–96, 2010)
- Eagles de Charlotte (1995–2000, 2004–2010)
- Stingers de Chicago (1995-1998)
- Kings de Cincinnati (2005–2007)
- Cleveland City Stars (2007-2008)
- Crystal Palace Baltimore (2007–2009)
- Lions de Greenville (2001-2002)
- Harrisburg City Islanders (2004–2010)
- Rough Riders de Long Island (1995 et 2002-2006)
- Phantoms du New Hampshire (1996–2007)
- Pittsburgh Riverhounds (2004–2006, 2008–2010)
- Real Maryland Monarchs (2008-2010)
- Kickers de Richmond (2006–2010)
- Blitzz de l'Utah (2000-2004)
- Flames de Westchester (2002-2004)
- Western Mass Pioneers (1998–2009)
- Hammerheads de Wilmington (1996–2009)

## Palmarès
Le championnat se déroule en deux parties. Tout d'abord une saison régulière au cours de laquelle toutes les équipes se rencontrent. Puis les meilleures d'entre elles s'affrontent lors des play-offs. La saison se termine alors par une finale.
- 2010 : Battery de Charleston 2-1 Kickers de Richmond
- 2009 : Kickers de Richmond 3-1 Eagles de Charlotte
- 2008 : Cleveland City Stars 2-1 Eagles de Charlotte
- 2007 : Harrisburg City Islanders
- 2006 : Kickers de Richmond
- 2005 : Eagles de Charlotte
- 2004 : Blitzz de l'Utah
- 2003 : Hammerheads de Wilmington
- 2002 : Rough Riders de Long Island
- 2001 : Blitzz de l'Utah
- 2000 : Eagles de Charlotte
- 1999 : Western Mass Pioneers
- 1998 : Stingers de Chicago
- 1997 : Geckos d'Albuquerque
- 1996 : Battery de Charleston
- 1995 : Rough Riders de Long Island

## Liens
- (en) Site officiel de la USL
- (en) USLFans.com, site non officiel